# Joybé
Joybé är en ort i Mexiko.   Den ligger i kommunen Chilón och delstaten Chiapas, i den sydöstra delen av landet, 800 km öster om huvudstaden Mexico City. Joybé ligger 964 meter över havet och antalet invånare är 722.
Terrängen runt Joybé är kuperad. Runt Joybé är det glesbefolkat, med 16 invånare per kvadratkilometer. Närmaste större samhälle är Ocosingo, 14,0 km sydost om Joybé. I omgivningarna runt Joybé växer i huvudsak städsegrön lövskog.